# Космонавтика

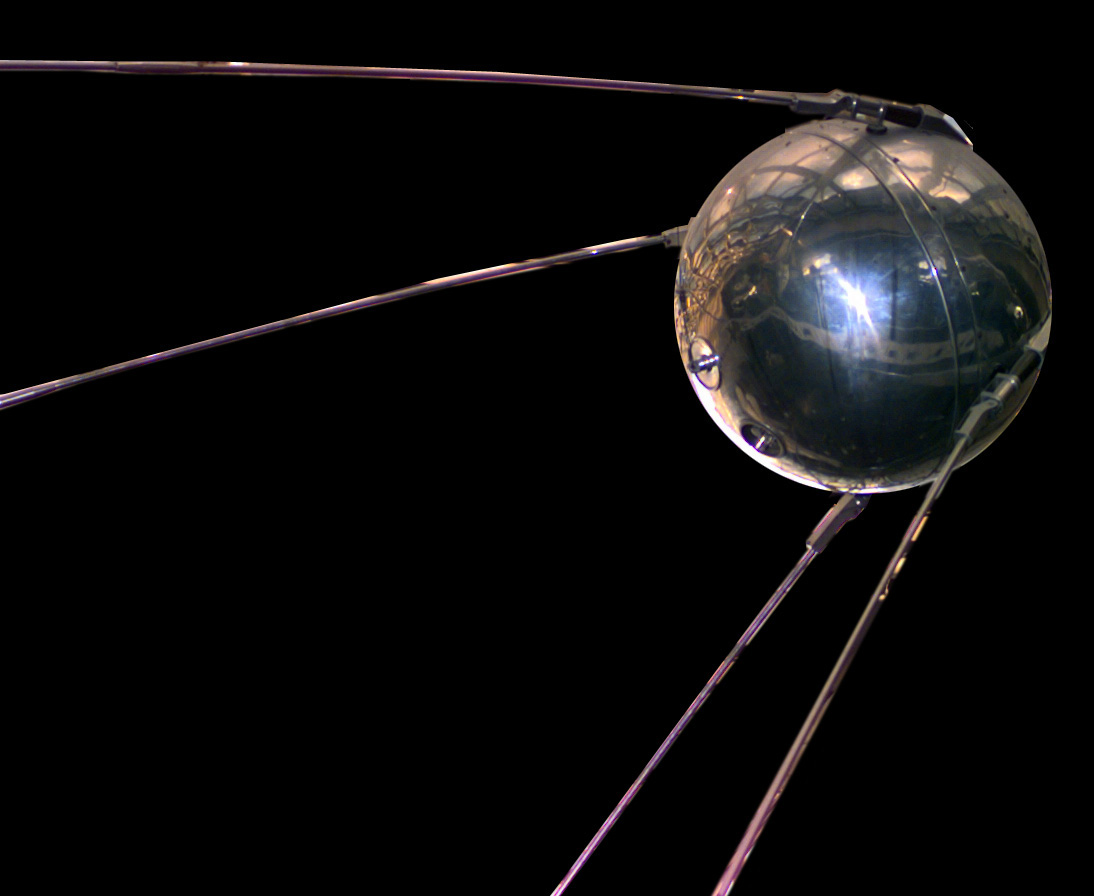
Супутник 1, перший штучний супутник Землі

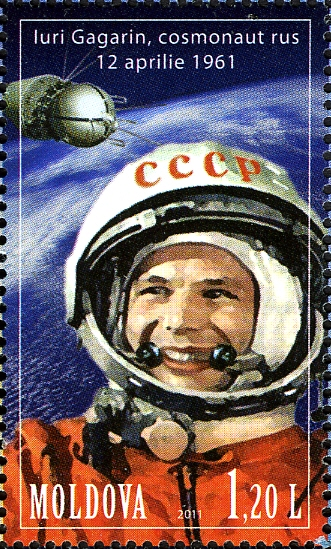
Космонавт Юрій Гагарін, перша людина в космосі

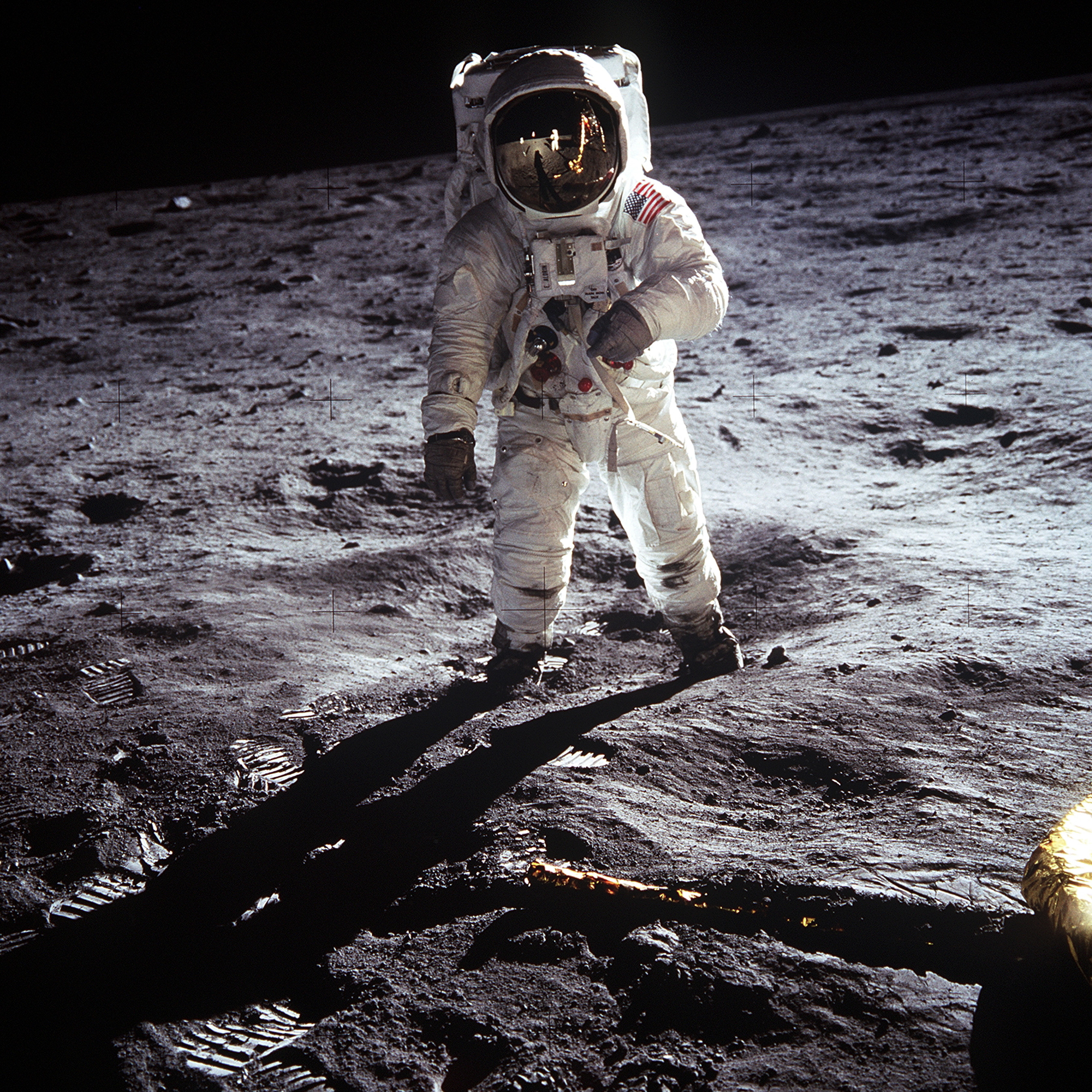
Астронавт Базз Олдрін на поверхні Місяця

Пусковий (стартовий) ключ ракети

Космонавтика (грец. κόσμος — Всесвіт та ναυτικα — все, що стосується плавання), Астронавтика (грец. αστρον — зірка), або зореплавання — наука про політ літальних апаратів у світовий простір, і вид людської діяльності, спрямований на пізнання космосу і космічних об'єктів технічними засобами.
Космонавтика — величезний каталізатор науки і техніки, що став за короткий термін одним із головних рушіїв світового науково-технічного прогресу. Вона стимулює розвиток електроніки, матеріалознавства, машинобудування, обчислювальної техніки, енергетики і багатьох інших галузей.

## Історія

### Початки. Ідеї та концептуальні проєкти
1881 року Микола Кибальчич — винахідник і революціонер-народник українського походження, запропонував схему першого у світі реактивного літального апарата. В проєкті Кибальчич обґрунтував вибір робочого тіла і джерела енергії апарата, висунув ідею про можливість застосування броньованого пороху для реактивного двигуна і про необхідність забезпечення програмованого режиму горіння пороху, розробив пристрої для подачі палива і регулювання, способи запалювання. Подачу порохових шашок в камеру згорання Кибальчич планував забезпечувати за допомогою автоматичних годинникових механізмів. Досліджуючи питання щодо стійкості польоту, Кибальчич відмітив, що стабілізувати апарат можна відповідним розподілом мас і за допомогою крил-стабілізаторів. В проєкті досліджене питання про гальмування апарата при спуску. В кінці пояснювальної записки Кибальчич виказав думку про те, що успіх у вирішенні проблеми залежить від вибору співвідношення між масою корисного вантажу, габаритами порохових шашок і геометричними розмірами камери згорання двигунів. Страчений за замах на імператора Олександра II.
1903 року російський учений Ціолковський Костянтин Едуардович висунув ідею про використання ракет для космічних польотів. Він у загальних рисах (на рівні концептуальних рішень) спроєктував ракету для міжпланетних сполучень.
Німецький учений Герман Оберт у 1920-ті роки також виклав принципи міжпланетного польоту.
Український вчений-винахідник Кондратюк Юрій Васильович у січні 1929 року в Новосибірську за власний кошт випустив книгу «Завоювання міжпланетних просторів».

### Практична космонавтика
Американський учений Роберт Годдард 1923 року почав розробку рідинного ракетного двигуна і до кінця 1925 року створив працюючий прототип. 16 березня 1926 року він запустив першу рідинну ракету, паливом для якої були бензин та рідкий кисень.
Перші експериментальні суборбітальні космічні польоти відбувались при запусках німецької ракети Фау-2 1944 року. Практичне освоєння космічного простору почалось 4 жовтня 1957 року запуском першого штучного супутника Землі в Радянському Союзі.
Перші роки розвитку космонавтики характеризувалися не співпрацею, а гострою конкуренцією між державами (так звані Космічні перегони). Міжнародна співпраця почала інтенсивно розвиватися тільки на початку двотисячних років, найперше, завдяки спільній побудові Міжнародної космічної станції і дослідженням на її борту.
У Німеччині подібні роботи здійснювало Німецьке товариство міжпланетних сполучень (VfR). 14 березня 1931 року член VfR Йоханнес Вінклер здійснив перший у Європі вдалий запуск рідинної ракети. У VfR працював і Вернер фон Браун, який з грудня 1932 року почав розробку ракетних двигунів на артилерійському полігоні німецької армії в Куммерсдорфі. Після приходу нацистів до влади в Німеччині були виділені кошти на розробку ракетної зброї, і навесні 1936 року була схвалена програма будівництва ракетного центру в Пенемюнде, технічним директором якого призначили фон Брауна. У центрі розробили балістичну ракету А-4 з дальністю польоту 320 км. Під час Другої світової війни 3 жовтня 1942 року відбувся перший успішний запуск цієї ракети, а 1944 року почалося її бойове застосування під назвою V-2.
Військове застосування V-2 продемонструвало величезні можливості ракетної техніки, і найпотужніші повоєнні держави — США і СРСР — також почали розробку балістичних ракет.
Для створення ядерної зброї і засобів її доставки 13 травня 1946 року Рада Міністрів СРСР прийняла постанову про розгортання масштабної роботи з розвитку вітчизняного ракетобудування. Відповідно до цієї постанови був створений Науково-дослідний інститут артилерійського і реактивного озброєння № 4.
Начальником інституту призначили генерала О. І. Нестеренко, його заступником за спеціальністю «Рідинні балістичні ракети» — полковник М. К. Тихонравов, соратник С. П. Корольова у ГВРР і РНДІ. Михайло Клавдійович Тихонравов був відомий як творець першої рідинної ракети, що стартувала в Нахабіно 17 серпня 1933 року. Він же 1945 року очолив проєкт підйому двох космонавтів на висоту 200 кілометрів за допомогою ракети типу «Фау-2» і керованої ракетної кабіни. Проєкт підтримала Академія наук і схвалив Сталін. Проте у важкі повоєнні роки керівництву військової галузі було не до космічних проєктів, які сприймалися як фантастика, що заважає виконанню головного завдання зі створення «далекобійних ракет».
Досліджуючи перспективи розвитку ракет, створюваних за класичною послідовною схемою, М. К. Тихонравов дійшов висновку непридатності їх для міжконтинентальних відстаней. Дослідження, виконані під керівництвом Тихонравова, показали, що пакетна схема з ракет, створених в КБ Корольова, забезпечить швидкість вчетверо більшу, ніж можлива при звичайному компонуванні. Впровадженням «пакетної схеми» група Тихонравова наблизила здійснення своєї заповітної мрії про вихід людини у космічний простір. В ініціативному порядку тривали дослідження проблем, пов'язаних із запуском і поверненням на Землю ШСЗ.
16 вересня 1953 року на замовлення ОКБ Корольова в НДІ-4 почали першу науково-дослідну роботу з космічної тематики «Дослідження з питання створення першого штучного супутника Землі». Група Тихонравова, що мала солідний доробок з цієї теми, виконала її оперативно.
1956 року М. К. Тихонравов з частиною своїх співробітників переводиться з НДІ-4 в ОКБ Корольова начальником відділу з проєктування супутників. За його безпосередньої участі створюються перші ШСЗ, пілотовані кораблі, проєкти перших автоматичних міжпланетних і місячних апаратів.

### Найважливіші етапи освоєння космосу
1957 року під керівництвом Корольова створено першу у світі міжконтинентальну балістичну ракету Р-7, яка того ж року була використана для запуску першого у світі штучного супутника Землі.
- 4 жовтня 1957 — запущено перший штучний супутник Землі «Супутник-1». (СРСР).
- 3 листопада 1957 — запущено другий штучний супутник Землі «Супутник-2», який вперше вивів у космос живу істоту, — собаку Лайку. (СРСР).
- 4 січня 1959 — станція «Луна-1» пройшла на відстані 6000 км від поверхні Місяця і вийшла на геліоцентричну орбіту. Вона стала першим у світі штучним супутником Сонця. (СРСР).
- 14 вересня 1959 — станція «Луна-2» вперше у світі досягла поверхні Місяця у районі Моря Ясності поблизу кратерів Аристид, Архімед і Автолік, і доставила вимпел з гербом СРСР. (СРСР).
- 4 жовтня 1959 — запущено АМС «Луна-3», яка вперше у світі сфотографувала невидимий з Землі бік Місяця. Також під час польоту вперше у світі було на практиці здійснено гравітаційний маневр. (СРСР).
- 19 серпня 1960 — здійснено перший в історії орбітальний політ у космос живих істот з успішним поверненням на Землю. На кораблі «Супутник-5» орбітальний політ здійснили собаки Білка та Стрілка. (СРСР).
- 12 квітня 1961 — здійснено перший політ людини у космос (Ю. Гагарін) на кораблі «Восток-1». (СРСР).
- 12 серпня 1962 — здійснено перший у світі груповий космічний політ на кораблях «Восток-3» і «Восток-4». Максимальне зближення кораблів становило близько 6,5 км. (СРСР).
- 16 червня 1963 — здійснено перший у світі політ у космос жінки-космонавтки (Валентина Терешкова) на космічному кораблі «Восток-6». (СРСР).
- 12 жовтня 1964 — здійснив політ перший у світі багатомісний космічний корабель «Восход». (СРСР).
- 18 березня 1965 — здійснено перший в історії вихід людини у відкритий космос. Космонавт Олексій Леонов здійснив вихід у відкритий космос з корабля «Восход-2». (СРСР).
- 3 лютого 1966 — АМС «Луна-9» здійснила першу у світі м'яку посадку на поверхню Місяця, були передані панорамні знімки Місяця. (СРСР).
- 1 березня 1966 — станція «Венера-3» вперше досягла поверхні Венери, куди доставила вимпел СРСР. Це був перший у світі переліт космічного апарата з Землі на іншу планету. (СРСР).
- 3 квітня 1966 — станція «Луна-10» стала першим штучним супутником Місяця. (СРСР).
- 30 жовтня 1967 — виконано перше стикування двох безпілотних космічних апаратів «Космос-186» і «Космос-188». (СРСР).
- 15 вересня 1968 — перше повернення космічного апарата (Зонд-5) на Землю після обльоту Місяця. На борту знаходились живі істоти: черепахи, плодові мухи, черв'яки, рослини, насіння, бактерії. (СРСР).
- 16 січня 1969 — виконано перше стикування двох пілотованих космічних кораблів «Союз-4» і «Союз-5». (СРСР).
- 21 липня 1969 — перша висадка людини на Місяць (Н. Армстронг) в рамках місячної експедиції корабля «Аполлон-11», що доставив на Землю, серед іншого і перші проби місячного ґрунту. (США).
- 24 вересня 1970 — станція «Луна-16» здійснила забір і наступну доставку на Землю (станцією «Луна-16») зразків місячного ґрунту. (СРСР). Вона також є першим безпілотним космічним апаратом, який доставив на Землю проби породи з іншого космічного тіла (тобто, у цьому випадку, з Місяця).
- 17 листопада 1970 — м'яка посадка і початок роботи першого у світі напівавтоматичного самохідного апарата, дистанційно керованого з Землі: «Луноход-1». (СРСР).
- 15 грудня 1970 — перша у світі м'яка посадка на поверхню Венери: «Венера-7». (СРСР).
- 19 квітня 1971 — запущено першу орбітальну станцію «Салют-1». (СРСР).
- 13 листопада 1971 — станція «Марінер-9» стала першим штучним супутником Марса. (США).
- 27 листопада 1971 — станція «Марс-2» вперше досягла поверхні Марса. (СРСР).
- 2 грудня 1971 — перша м'яка посадка АМС на Марс: «Марс-3». (СРСР).
- 3 березня 1972 — запуск першого апарата, який згодом залишив межі Сонячної системи: Піонер-10. (США).
- 20 жовтня 1975 — станція «Венера-9» стала першим штучним супутником Венери. (СРСР).
- жовтень 1975 — м'яка посадка двох космічних апаратів «Венера-9» і «Венера-10» і перші у світі фотознімки поверхні Венери. (СРСР).
- 12 квітня 1981 — перший політ першого багаторазового транспортного космічного корабля «Колумбія». (США).
- 20 лютого 1986 — виведення на орбіту базового модуля орбітальної станції «Мир».
- 7 грудня 1995 — станція «Галілео» стала першим штучним супутником Юпітера. (США).
- 20 листопада 1998 — запуск першого блока Міжнародної космічної станції. (Виробництво і запуск — Росія, власник — США).
- 24 червня 2000 — станція «NEAR Shoemaker» стала першим штучним супутником астероїда (433 Ерос). (США).
- 30 червня 2004 — станція «Кассіні» стала першим штучним супутником Сатурна. (США).
- 4 жовтня 2004 — учасники проєкту Tier One, що розробили повітряно-космічну систему SpaceShipOne, виграли приз Ansari X Prize (запропонований для першої недержавної організації, що здійснить два пілотованих суборбітальних космічних польоти на одному багаторазовому космічному апараті протягом двох тижнів).
- 15 січня 2006 — станція «Стардаст» доставила на Землю зразки комети Вільда 2. (США).
- 17 березня 2011 — станція «MESSENGER» стала першим штучним супутником Меркурія.
- 12 листопада 2014 (о 17:35 за київським часом) — космічний апарат Філе(Philae) виконав першу в історії м'яку посадку на комету.